# Мариана Цветкова
Мариана Цветкова е българска оперна певица, солист на Националната опера и балет.

## Биография
Мариана Цветкова е родена на 18 февруари 1965 година в Русе. Завършва оперно пеене в Музикалната академия „Панчо Владигеров“ в София. На българската оперна сцена изпълнява главните сопранови партии от оперите: „Трубадур“ и „Аида“ от Джузепе Верди, „Танхойзер“ от Рихард Вагнер. Тя продължава обучението си в Академията „Борис Христов“ в Рим и в университета в Индиана, Съединени американски щати, при Мартина Аройо.
Международната кариера на певицата тръгва от първото ѝ представяне в Миланската Скала, следват изяви в Мюнхенската държавна опера, Немската опера – Берлин, Национален театър – Токио, Semper Oper – Дрезден, Национален театър в Рио де Жанейро, както и участия с Националния оркестър на Лион и оркестъра на радио Франция.
Мариана Цветкова участва в редица международни конкурси. Носител е на Гран При на конкурса в Тулуза (1998), лауреат на конкурса „Кралица Елизабет“ в Брюксел (1996), втора награда на конкурса провеждан от фондация Пучини в Ню Йорк (1999). Също така е получила награди от фондациите: „Олга Фораи“, „Герда Лизнер“ и „Съливан“.
Умира на 13 юни 2025 година след кратко боледуване.